# Пшеничнюк, Анатолий Харитонович
Анатолий Харитонович Пшеничнюк (2 января 1936, Литинка, Башкирская АССР — 5 января 2016, Уфа) — советский и российский археолог, кандидат исторических наук, профессор, заслуженный работник культуры РБ.

## Биография
Родился в крестьянской семье в д. Литенка (ныне Альшеевский район Республики Башкортостан). С 1950 по 1954 год обучался в Давлекановском педагогическом училище.
С 1954 по 1959 год получил высшее образование в БашГУ (ныне Уфимский университет науки и технологий). На историко-филологическом факультете по специальности «археология». В начале своей работы, будучи лаборантом, Анатолий Пшеничнюк прошёл практику в составе археологической экспедиции по раскопкам Бирского могильника под руководством будущего академика Нияза Мажитова.
С 1978 по 2005 гг. заведующий сектором (отделом) археологии в Институте истории, языка и литературы Уфимского Научного центра РАН.

## Научная деятельность
Область научных интересов: история раннего железного века на территории Южного Урала, караабызская культура, савроматская культура, сарматская культура.
Принимал участие в археологических экспедициях, раскопках. Под его руководством были открыты и исследованы археологические памятники — Альмухаметовские курганы, Бекешевские курганы, Биктимировский археологический комплекс, Охлебининский археологический комплекс, Филипповские курганы, Шиповский археологический комплекс.
Внёс вклад в составление «Археологической карты Башкортостана», выявив и описав многочисленные археологические памятники на территории Республики Башкортостан.
Предметы, включая сотни золотых, найденные при раскопках Филипповского кургана под руководством А. Х. Пшеничнюка, позволили сделать вывод о высоком социально-экономическом и культурном развитии племён Южного Урала и нахождении здесь одного из центров единой кочевой цивилизации Евразии в раннем железном веке.

Находки с Филипповского кургана в экспозиции «Золото сарматов» в Уфимском музее археологии и этнографии
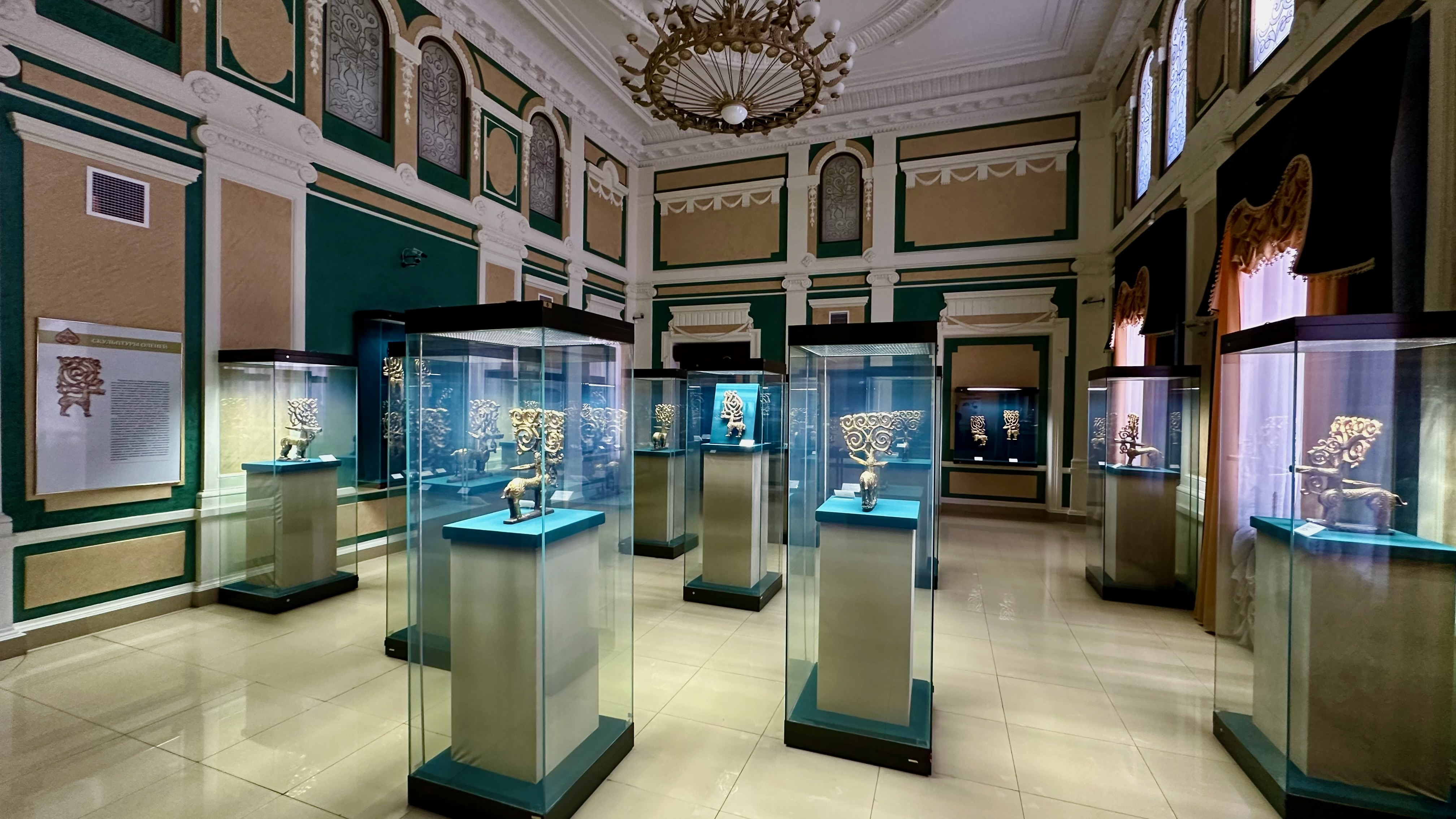
Зал с фигурами оленей
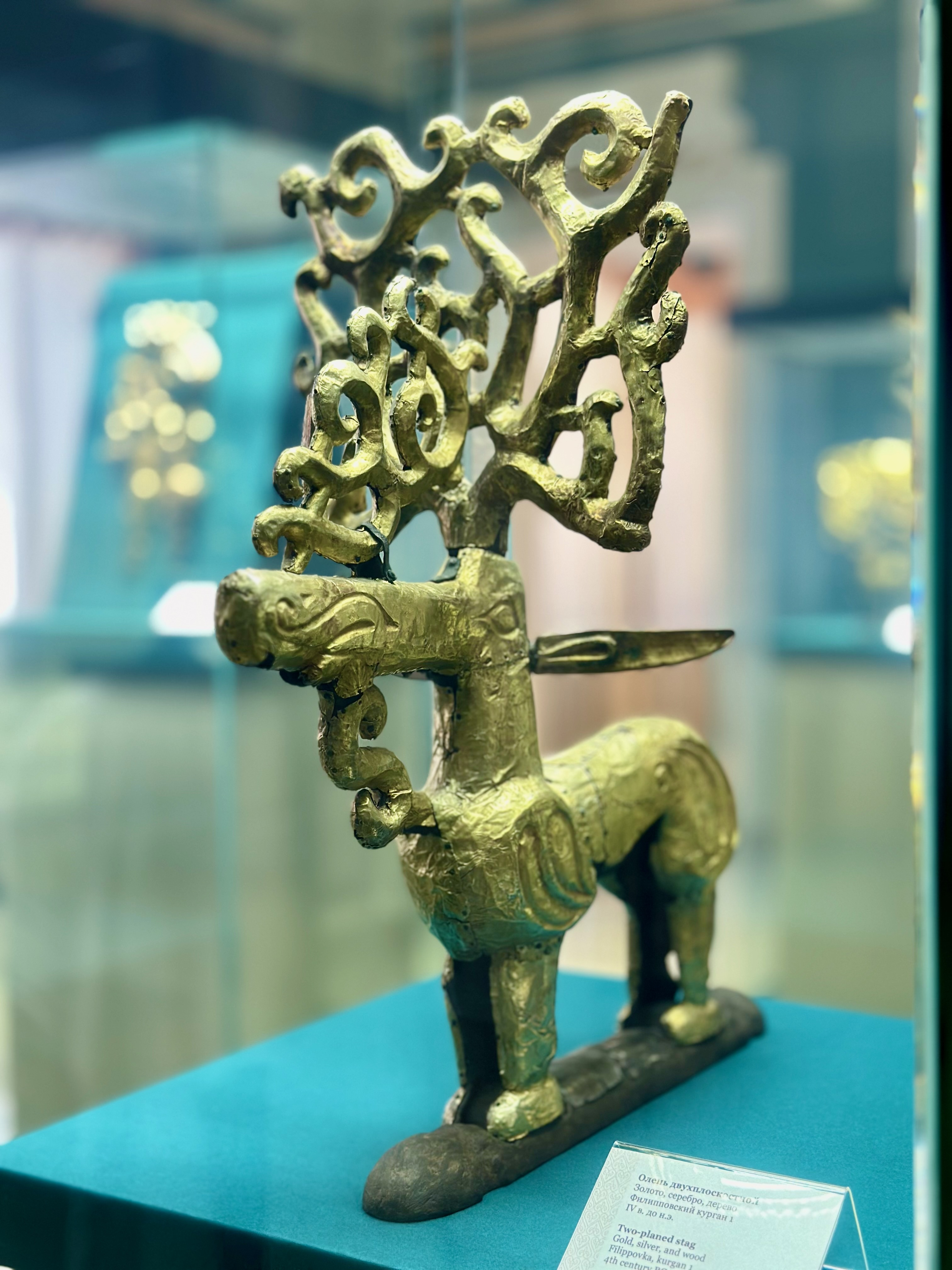
Объёмная фигура оленя
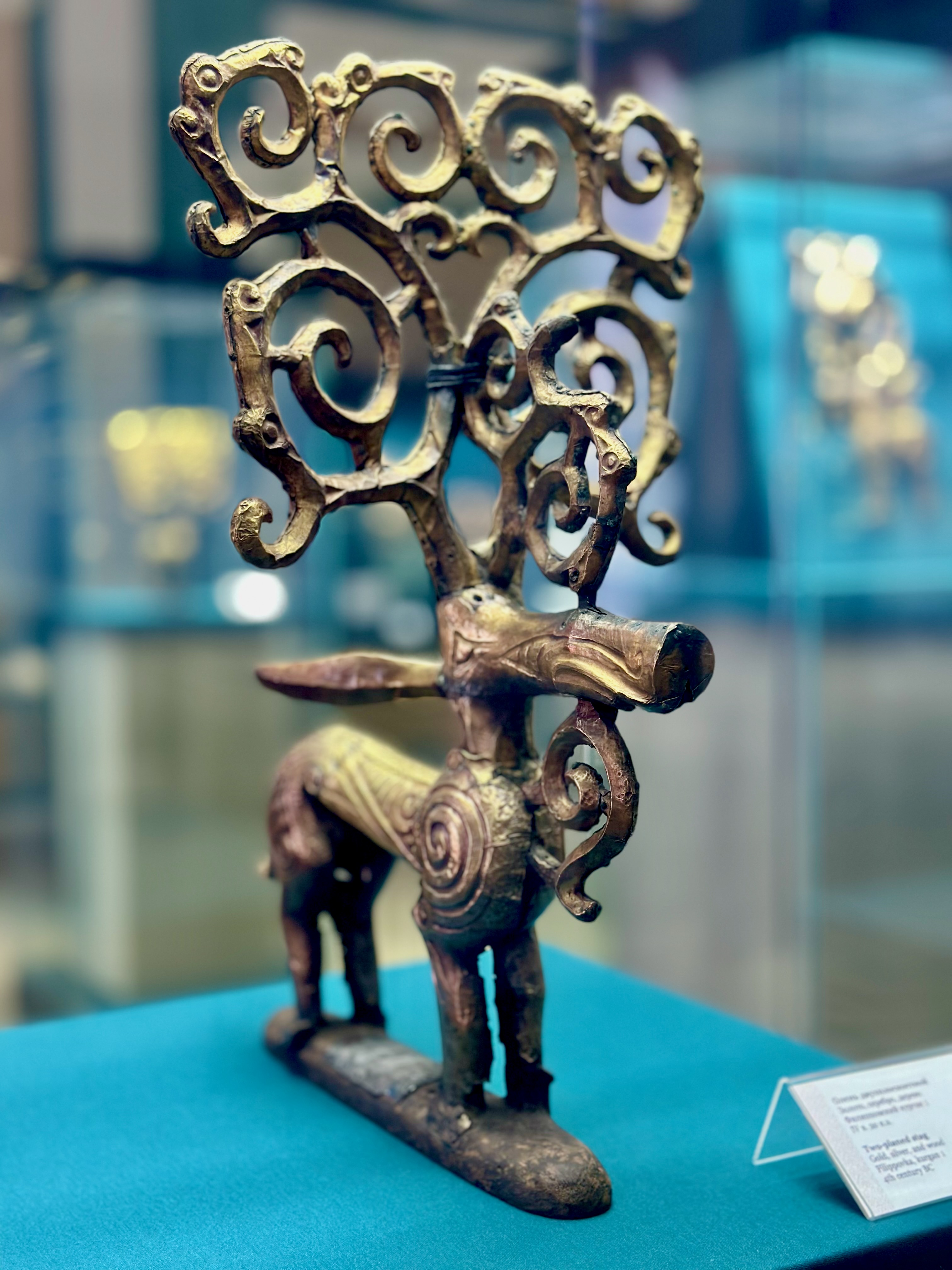
Объёмная фигура оленя
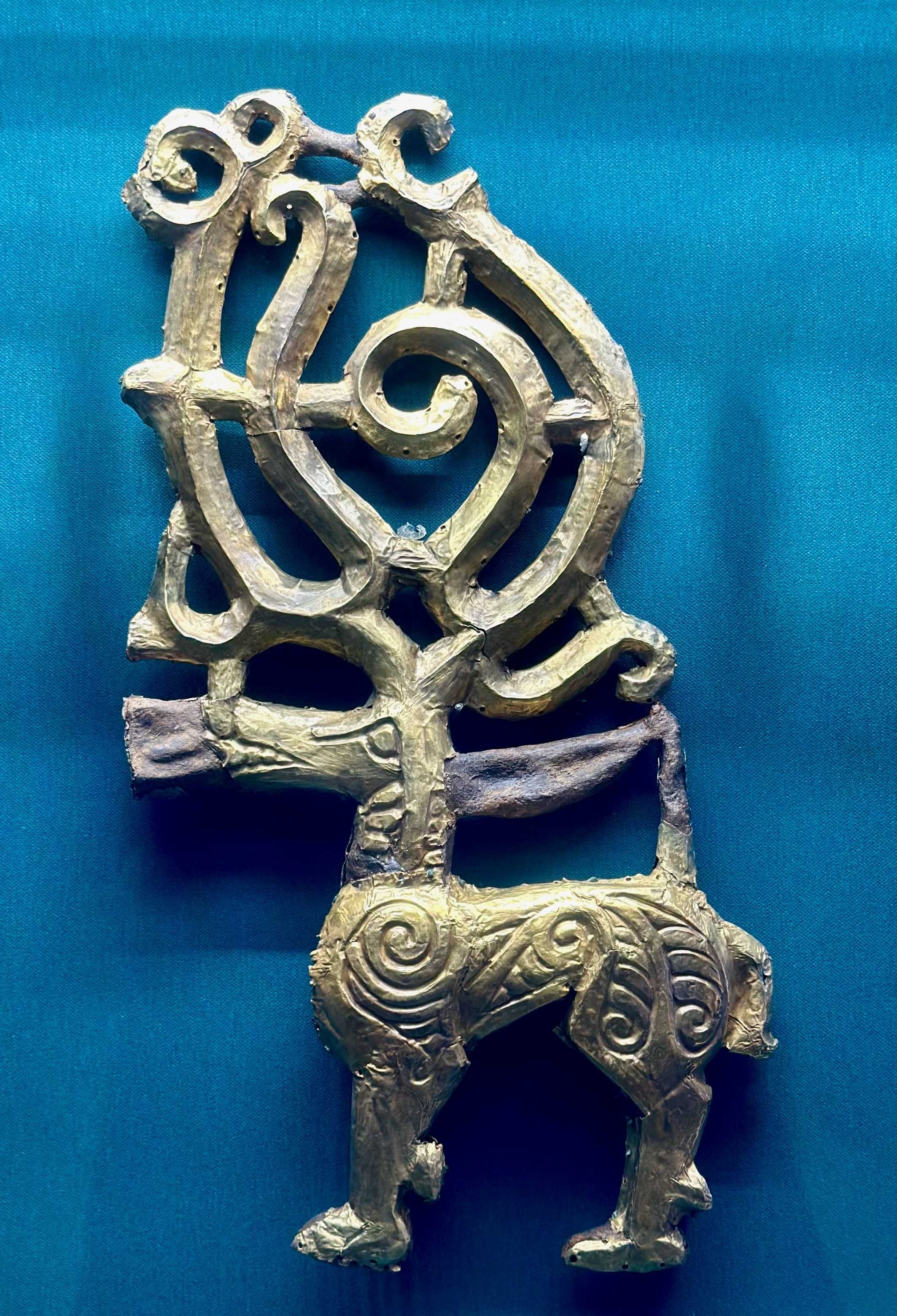
Плоская фигура оленя
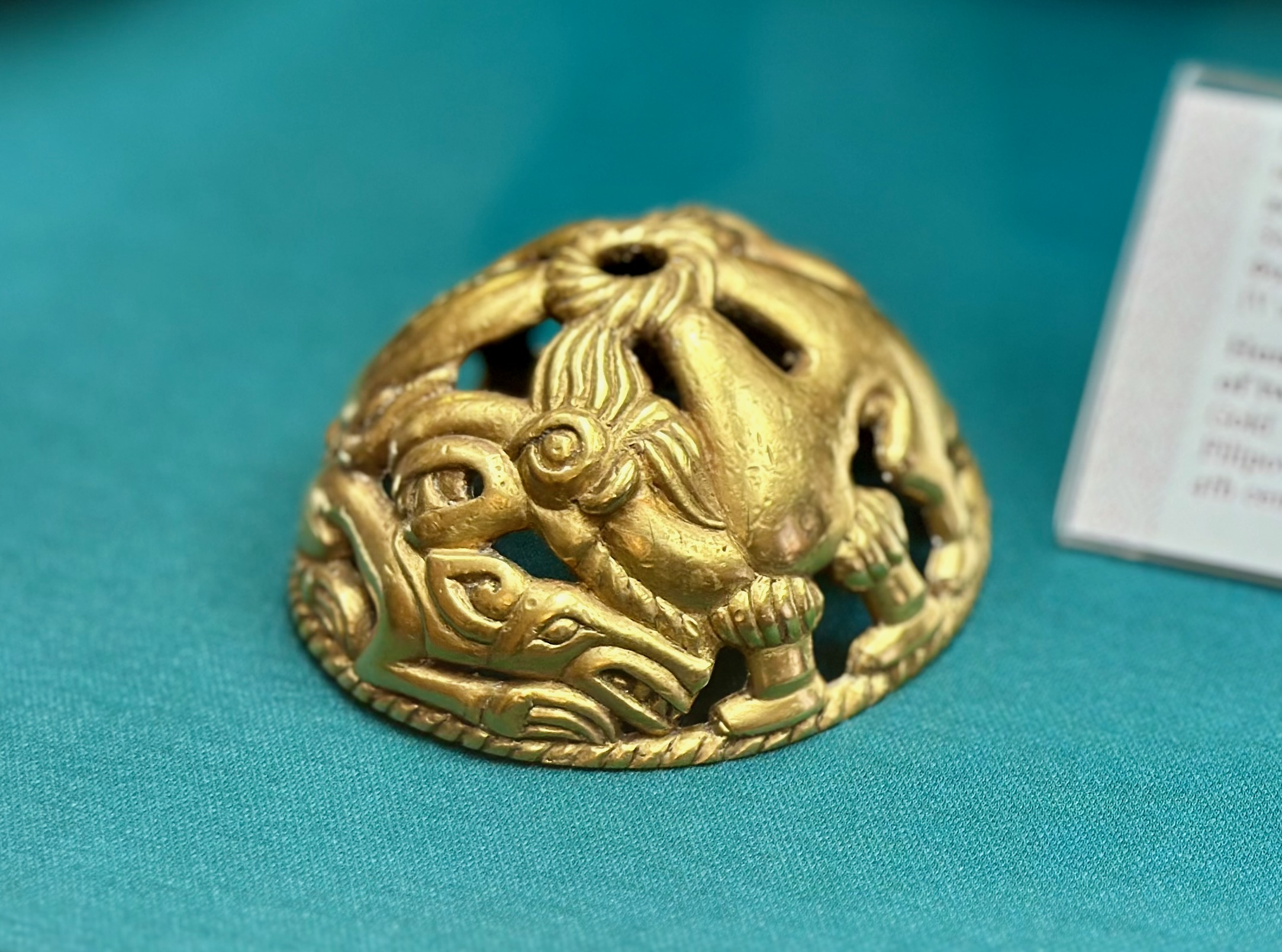
Полусферическое золотое украшение
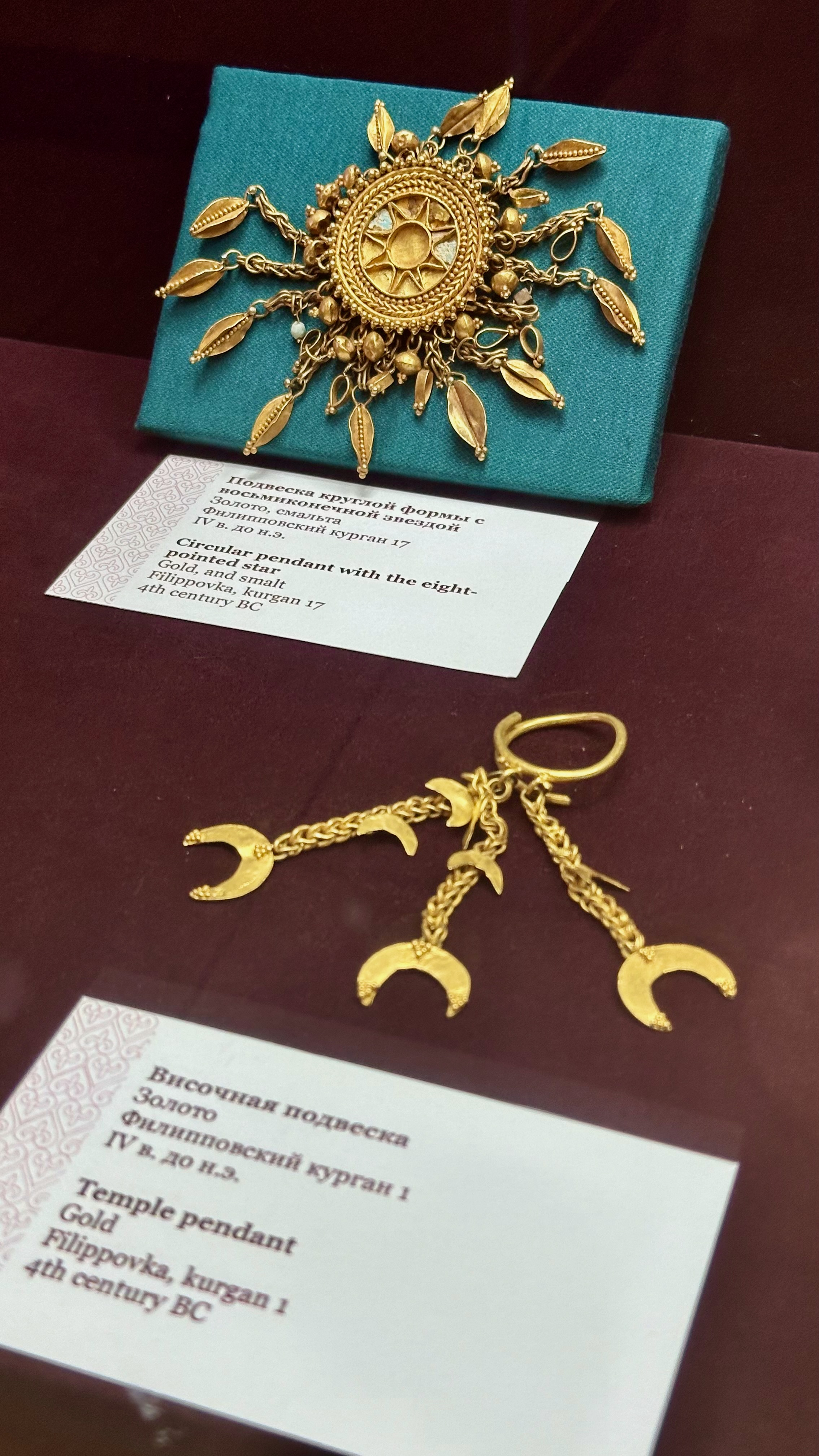
Золотые подвески
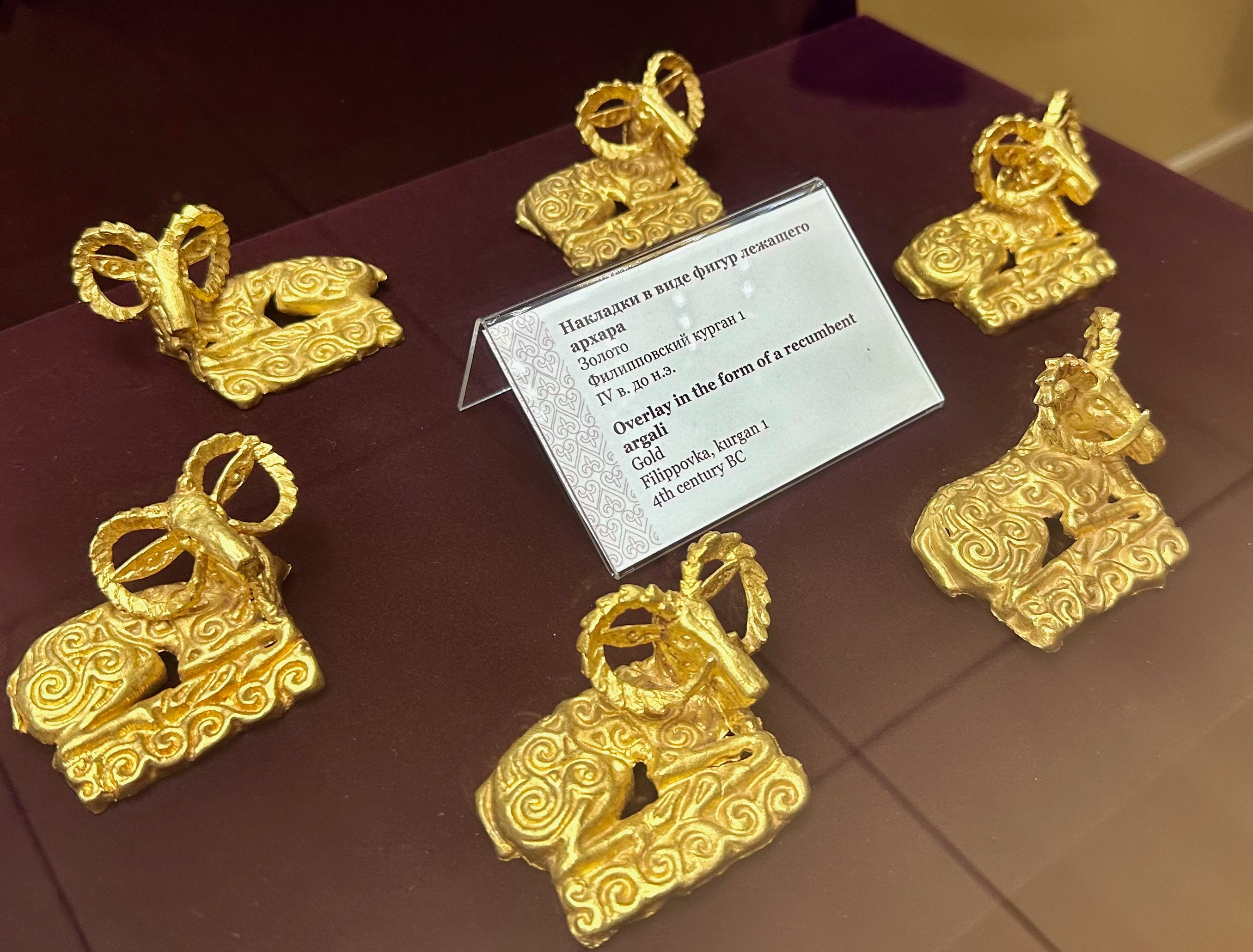
Золотые накладки в виде фигурок, изображающих лежащего архара

## Труды
Есть расхожее мнение: не зная прошлого, мы не будем знать настоящего и будущего. Но есть ещё и другое: ведут человека любопытство, желание что-то узнать. А у меня … свой взгляд на историю развития человечества: мне кажется, было оно толковым и умным давным-давно, с незапамятных времён.
Пшеничнюк Анатолий Харитонович — автор более 100 работ, в том числе 2 монографий, 85 статей, 10 тезисов.
- Пшеничнюк А. Х., Савельев Н. Филлиповские курганы. — Родина, 2010. — С. 2.
- Кара-абызская культура (население центральной Башкирии на рубеже нашей эры) // Археология и этнография Башкирии. — Т. 5 / Н. В. Бикбулатов, Р. Г. Кузеев, Н. А. Мажитов (ред.). — Уфа, 1973. — С. 162—243.
- Культура ранних кочевников Южного Урала. — М., 1983. — 199 с.
- Филипповка: некрополь кочевой знати IV века до н. э. на Южном Урале. — Уфа, 2012. — 280 с.
- Филипповские курганы Евразийских степей // Каталог выставки «Золотые олени Евразии». Нью-Йорк, 2000 (на англ. яз.)
- Филипповские курганы Евразийских степей // Каталог выставки «Золотые олени Евразии». Милан, 2001 (на ит. яз.)
- Золотые олени Евразии. Каталог выставки в Государственном Эрмитаже, Санкт-Петербург, 18 октября 2001 года — 20 января 2002 года / Под общей научн. ред. М. Б. Пиотровского и Р. Г. Кузеева. — СПб., 2001. — 248 с.
- Музей археологии и этнографии: Каталог музейной экспозиции Центра этнологических исследований уфимского научного центра РАН / Отв. ред. А. Б. Юнусова. — Уфа: ЦЭИ УНЦ РАН: Информреклама, 2007. — 220 с.
- Караабызская культура // Археология и этнография Башкирии. — Уфа, 1973. — Т. 5.
- Шиповский комплекс памятников // Древности Южного Урала. Уфа, 1976; Культура ранних кочевников Южного Приуралья. М., 1983.
- Пшеничнюк А. Звериный стиль Филипповских курганов. Южный Урал и сопредельные территории в скифо-сарматское время. — Уфа. 2005.

## Награды и премии
- Заслуженный работник культуры Республики Башкортостан[2][4].